# Medistylus dorsatus
Medistylus dorsatus és una espècie extinta de mamífer notoungulat de la família dels hegetotèrids que visqué a Sud-amèrica durant l'Oligocè, fa entre 21 i 29 milions d'anys. Se n'han trobat restes fòssils a la província argentina de Chubut. Es tracta de l'única espècie reconeguda del gènere Medistylus. Era un dels representants més grossos de la subfamília dels paquirukhins. Igual que Propachyrucos, tenia dents de creixement constant. Estava dotat d'un parell de dents incisives anteriors enormes, disposades de manera obliqua. Presentava un diastema entre la primera incisiva i la segona dent molar. Es nodria d'herba baixa.